# Cefditoren pivoxil
Cefditoren pivoxil (durante gli studi clinici conosciuto anche con la sigla ME 1207) è una molecola dotata di attività antibatterica, un agente battericida, appartenente alla classe delle cefalosporine di terza generazione e dotato di un ampio spettro di attività. In Italia il farmaco è venduto dalla società farmaceutica Zambon con il nome commerciale di Giasion, nella forma farmaceutica di compresse rivestite.

## Farmacodinamica
Il farmaco interagisce con gli enzimi deputati alla sintesi della parete batterica ed in particolare i catalizzatori noti con il nome di PBPs (Penicillin binding proteins). Cefditoren pivoxil in tal modo esercita la sua attività antibatterica inibendo la sintesi della parete cellulare batterica.
In vitro cefditoren pivoxil è risultato attivo contro una ampia varietà di germi patogeni sia Gram-positivi che Gram-negativi. La molecola risulta particolarmente attiva nei confronti dei seguenti batteri: Haemophilus influenzae, Moraxella catarrhalis, Streptococcus agalactiae, Streptococcus pneumoniae, Streptococcus pyogenes, Clostridium perfringes, Peptostreptococcus. Resistenti al cefditoren pivoxil si sono invece dimostrati Staphylococcus aureus meticillina-resistente, Bacteroides fragilis, C. difficile, Pseudomonas aeruginosa, Chlamydia, Mycoplasma, Legionella.
I ceppi batterici che abbiano dimostrato resistenza alla cefotaxima oppure al ceftriaxone non devono essere considerati sensibili a cefditoren pivoxil, che pertanto deve essere evitato in terapia empirica.

## Farmacocinetica
Cefditoren pivoxil dopo somministrazione orale viene ben assorbita dal tratto gastrointestinale e si distribuisce nei tessuti corporei. Il farmaco viene idrolizzato a cefditoren grazie alla azione delle esterasi. La biodisponibilità del farmaco a seguito di somministrazione per via orale è pari a circa il 15–20%.
L'assunzione a stomaco pieno comporta un aumentato assorbimento di cefditoren pivoxil. L'assunzione orale determina una concentrazione plasmatica massima (Cmax) nel giro di circa 2,5 ore. Cefditoren si lega alle proteine plasmatiche nella misura dell'88% circa. Il volume di distribuzione allo steady state è pari a 40 – 65 litri. L'emivita di eliminazione plasmatica del farmaco è di poco superiore ad 1 ora.
Circa il 15-20% di una dose somministrata di cefditoren viene eliminato per via urinaria senza essere metabolizzato. La frazione di farmaco non assorbita dall'organismo viene eliminata nelle feci, ove compare come metaboliti inattivi.

La somministrazione di dosi ripetute in soggetti con insufficienza renale da moderata (clearance della creatinina 30-50 ml/min) a severa (clearance della creatinina <30 ml/min) , comporta un valore di Cmax pari a due volte quello osservato in volontari sani.

## Usi clinici
Cefditoren pivoxil è utilizzato nel trattamento di processi infettivi sostenuti da batteri sensibili, in particolare nel caso di infezioni delle alte vie respiratorie (tonsilliti e faringiti), infezioni in ambito otorino-laringoiatrico (sinusiti, otite media, laringiti), infezioni delle basse vie respiratorie (bronchiti acute e croniche, polmoniti), infezioni non complicate della cute e degli annessi cutanei, come ad esempio cellulite, ferite infette, ascessi, follicolite, impetigine e foruncoli.

## Effetti collaterali ed indesiderati
L'effetto avverso che si registra più frequentemente è la diarrea, che nei diversi trial clinici si è manifestata in oltre il 10% del totale dei pazienti trattati, ed in particolare in coloro che erano posti in terapia a dosaggi più alti (400 mg ogni 12 ore). In corso di trattamento possono inoltre verificarsi: cefalea, capogiri, nausea, vomito, dispepsia, senso di secchezza delle fauci, dolore addominale, costipazione, flatulenza, candidiasi vaginale od altre infezioni funginee vaginali, leucorrea, candidosi orale, disturbi del sonno quali insonnia o sonnolenza.
Più raramente si può verificare leucopenia, aumento dell'alanina aminotrasferasi (ALT) o dell'aspartato aminotrasferasi (AST), aumento della fosfatasi alcalina, della bilirubina totale fino a danno epatico od epatite.

## Controindicazioni
Cefditoren pivoxil è controindicato nei soggetti con ipersensibilità nota al principio attivo o a qualunque eccipiente della forma farmaceutica.  Il farmaco non deve essere somministrato in quei pazienti che hanno una storia di ipersensibilità a cefalosporine o penicilline oppure ad altri beta-lattamici. Le due classi antibiotiche infatti hanno spesso evidenziato ipersensibilità crociata. Per questo motivo prima di iniziare il trattamento con cefditoren pivoxil è bene eseguire una accurata anamnesi allergica del paziente.

## Dosi terapeutiche
Nell'adulto e nel paziente pediatrico (sopra i 12 anni di età) la dose raccomandata varia a seconda della gravità dell'infezione, delle condizioni cliniche del paziente e dei microrganismi potenzialmente coinvolti nel processo infettivo. Nelle faringo–tonsilliti acute, nelle sinusiti mascellari, nelle riacutizzazioni di bronchite cronica e nelle infezioni di cute ed annessi sono generalmente sufficienti 200 mg di cefditoren pivoxil due volte al giorno per 5-10 giorni. In caso di trattamento di una polmonite acquisita in comunità il dosaggio di cefditoren può variare da 200 mg (casi lievi) a 400 mg (casi più gravi) ogni 12 ore per 14 giorni.

Nei soggetti affetti da insufficienza renale può essere necessario un aggiustamento del dosaggio: nei paziente con clearance della creatinina 30–50 ml/min (insufficienza renale moderata) è bene non superare i 200 mg di cefditoren ogni 12 ore. Nei pazienti con clearance della creatinina < 30 ml/min (insufficienza renale grave) è sufficiente una singola dose di 200 mg di cefditoren ogni 24 ore.